# ديفيد بلانشارد
ديفيد بلانشارد (بالإنجليزية: David Blanchard)‏ هو سياسي أمريكي، ولد في 5 يناير 1921، وتوفي في 1962. حزبياً، نشط في الحزب الجمهوري. وقد انتخب عضو جمعية ولاية ويسكونسن.